# Mars 1859

## Événements
- 24 mars :

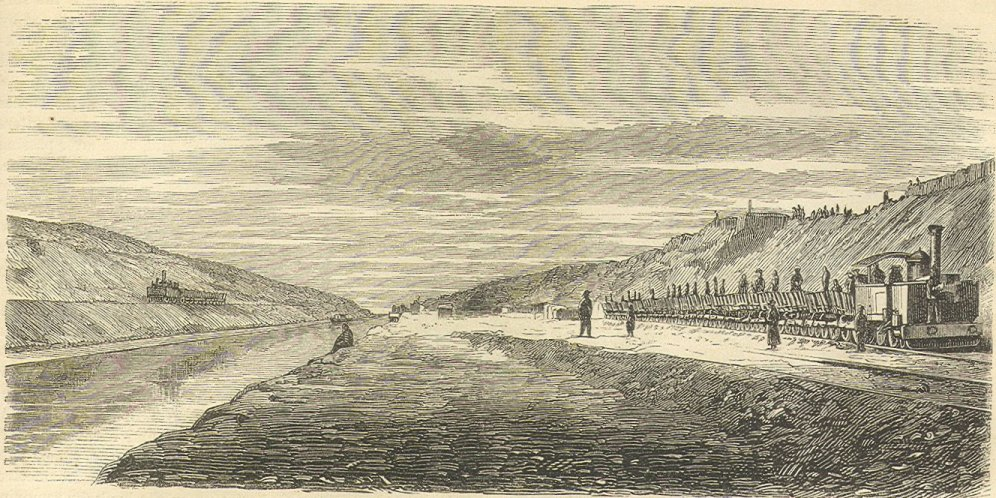
Travaux du canal de Suez, gravure publiée en 1869

  - début du percement du canal de Suez par Ferdinand de Lesseps (fin en 1869). Le pacha Mohammad Sa'id n’assiste pas à la cérémonie, contrarié par l’emprise européenne sur la vie politique égyptienne. La Porte refuse de soutenir le projet.
  - Jérôme Napoléon est remplacé à la tête du ministère de l’Algérie et des Colonies par le comte de Chasseloup-Laubat qui dote l’Algérie d’une importante infrastructure (installation portuaire d’Alger, d’Oran, de Philippeville, construction de routes, de chemins de fer, câble électrique Alger-Toulon, etc.).

## Naissances
- 14 mars : Adolf Bertram, cardinal allemand, archevêque de Breslau († 6 juillet 1945).

## Décès
- 3 mars : Cornelis Cels, peintre belge (° 10 juin 1778)
- 30 mars : Philippe Musard, compositeur et chef d'orchestre français (° 8 novembre 1792)